# Marcus Asinius Marcellus (Konsul 104)
Marcus Asinius Marcellus war ein im 1. und 2. Jahrhundert n. Chr. lebender römischer Politiker.
Durch eine Inschrift in griechischer Sprache ist belegt, dass Marcellus 104 zusammen mit Sextus Attius Suburanus Aemilianus ordentlicher Konsul war. Er war möglicherweise der Sohn oder Enkel von Marcus Asinius Marcellus, ordentlicher Konsul von 54.